# Cagliari trolibuszvonal-hálózata
Cagliari trolibuszvonal-hálózata (olasz nyelven: Rete filoviaria di Cagliari) Olaszország Cagliari városában található. Összesen 3 vonalból áll, a hálózat teljes hossza 56,7 km. Jelenlegi üzemeltetője a Consorzio Trasporti e Mobilità (CTM).
Az áramellátás felsővezetékről történik, a feszültség 750 V egyenáram. 
A forgalom 1952. december 22.-én indult el.

## Útvonalak
| Járat | Útvonal                                               | Megállók | Gyakoriság    | Típus        |
| ----- | ----------------------------------------------------- | -------- | ------------- | ------------ |
| 5     | Vergine di Lluc – Stazione FS – Cinquini              | 28 / 30  | 08–11 Minuten | Átmenő vonal |
| 30    | Matteotti – Selargius – Quartu Sant'Elena – Matteotti | 28 / 22  | 10–11 Minuten | Körjárat     |
| 31    | Matteotti – Quartu Sant'Elena – Selargius – Matteotti | 22 / 28  | 10–11 Minuten | Körjárat     |